# 790.
790. je deseto desetletje v 8. stoletju med letoma 790 in 799. 